# Bror Börsum
Bror Börsum född 22 september 1925 i Oslo, död 3 juli 1997 i Mariefred, var en norsk-svensk konstnär och keramiker.
Börsum arbetade under 1950-talet och början av 1960-talet som reklamtecknare och senare reklamchef hos Siewerts kabelverk och därefter hos Gustavsberg fabriker. Av en slump anmälde han sig till en kvällskurs i keramik, och efter kursens slut byggde han sin första drejskiva och skaffade sig en ateljé i en källare på Södermalm i Stockholm. Efter några år blev lokalerna för små så 1967 köpte han Ragnar Utterbergs keramikverkstad som etablerades av Per-Martin Utterberg 1897. I verkstaden fanns bland annat en stor vedeldad keramikugn, där man kunde bränna cirka 20 000 blomkrukor åt gången och till varje bränning gick det åt cirka 8-10 kubikmeter ved. Sista gången denna ugn användes var 1973 därefter fick ugnen eldningsförbud. Hans keramikproduktion består till största del av servisgods (hushållsgods) och prydnadskeramik i form av abstrakta och konkreta skulpturer. Till servisgodset använde han en tysk eller nederländsk svartlera och till prydnadsgodset användes en rödlera som han själv grävde upp på tomten. På grund av sjukdom så tvingades han i mitten av 1990-talet avsluta sitt arbete i krukmakarverkstaden och fastigheten såldes till Mariefredsverken AB 2006. Hans keramikföremål signerades under Stockholmstiden med ett modellnummer men när verksamheten flyttades till Mariefred blev det bara B.M eller Börsum Mariefred. Börsum är representerad vid Borås konstmuseum, Hudiksvalls museum och Värmlands museum.